# Емілі Граслі
Емілі Ґраслі (народилася 1989) — американська популяризаторка науки та викладачка на YouTube. Свою діяльність вона розпочала як волонтерка у Зоологічному музеї Філіпа Л. Райта при Університеті Монтани 2011 року.
2012 року Ґраслі з’явилася у відео Генка Ґріна для каналу VlogBrothers, після чого її запросили приєднатися до спільноти Nerdfighter. До 2021 року вона вела власний освітній YouTube-канал The Brain Scoop, а також брала участь у створенні епізодів серіалу Big History на каналі Crash Course.
Ґраслі працювала у Музеї Філда як перший головний кореспондент з курйозів.

## Раннє життя та освіта
Ґраслі здобула ступінь бакалавра зі студійного мистецтва в Університеті Монтани 2011 року. Під час навчання вона проходила стажування в Зоологічному музеї Філіпа Л. Райта, а після закінчення університету стала волонтеркою-кураторкою на повний робочий день, паралельно працюючи над магістерським ступенем з музейних досліджень. Серед її обов’язків було очищення зразків, проведення екскурсій, навчання нових стажерів і викладання як асистентки на одному з курсів університету.

## Кар'єра
У червні 2013 року Ґраслі отримала посаду першої «головної кореспондентки з курйозності» в Музеї Філда в Чикаго.  Вона продовжила вести The Brain Scoop, вже базуючись у новій інституції.
22 квітня 2017 року Ґраслі виступила основною доповідачкою на Чиказькому марші за науку.
2019 року на її честь було названо програму стажування Graslie Curiosity Internship.
2021 року вона отримала почесний докторський ступінь з гуманітарних наук від коледжу Аллегені.
.  

### YouTube
Ґраслі вперше з’явилася на YouTube 7 грудня 2012 року у відео Генка Ґріна для каналу VlogBrothers, де демонструвала йому різноманітні зразки з лабораторії. Її природність перед камерою, захопленість темою і позитивні відгуки глядачів привели до того, що її запросили створити власний канал на YouTube під назвою The Brain Scoop — у межах спільноти Nerdfighter. Прем’єра серіалу відбулася в січні 2013 року. Журналісти відзначали її роботу над проєктом як «виразну, веселу та надихаючу»
Одне з відео The Brain Scoop, опубліковане 27 листопада 2013 року, викликало широкий резонанс. У ньому Ґраслі розповіла про становище жінок у STEM-галузях і поділилася прикладами недоречних коментарів, які отримувала після публікацій . У січні 2014 року наукова журналістка Емі Воллес опублікувала статтю про сексистські нападки на науковиць, де серед інших згадала й Ґраслі як одну з журналісток, чия наукова діяльність викликала хвилю особистих образ і публічного цькування.
2014 року канал The Brain Scoop увійшов до списку 100 найкращих YouTube-каналів за версією New Media Rockstars, посівши 96-те місце.
2016 року Ґраслі задокументувала зусилля зі збереження канкакі — виду рослин, ендемічного для Іллінойсу та такого, що перебуває під загрозою зникнення. Вона почала кампанію за визнання канкакі офіційною квіткою штату замість поширенішої фіалки (Viola sororia).
Ґраслі залишила The Brain Scoop і Музей Філда наприкінці 2020 року. Після цього вона створила власний канал і розпочала нову серію Art Lab, присвячену перетину науки й мистецтва.
У червні 2023 року Ґраслі повідомила, що наприкінці 2020-го їй діагностували біполярний розлад. Вона зазначила:
«Мені не соромно за це. Частина причини, чому я зараз цим ділюся, полягає в тому, що я готова публічно навчати й боротися зі стигматизацією цього часто виснажливого розладу». 
У липні 2024 року музикант Роб Скаллон, коли публічно розповів про власний діагноз — біполярний розлад І типу, назвав Ґраслі людиною, яка підтримувала його у складний період..
У листопаді 2023 року вона оголосила, що повернула права на The Brain Scoop під особистий контроль і планує перезапустити канал як незалежне виробництво.

### Подорож в доісторичні часи
У травні 2019 року Ґраслі повідомила, що працює над трисерійним документальним проєктом для PBS і WTTW про палеонтологію Середнього Заходу США. Проєкт отримав назву Prehistoric Road Trip («Доісторична подорож») ,  його вихід в ефір відбувся з 17 червня по 1 липня 2020 року.

### Національні інститути охорони здоров'я
2024 році вона розпочала співпрацю з Національними інститутами охорони здоров’я США (NIH) над створенням відеоконтенту для поширення інформації та розвінчання міфів про роботу цієї найбільшої у світі медичної дослідницької організації. Однак у січні 2025 року Ґраслі отримала електронного листа з повідомленням про призупинення проєкту. Вона заявила, що не отримала жодної компенсації за підготовчу роботу, яку виконала у 2024 році.

## Види, названі на честь Граслі

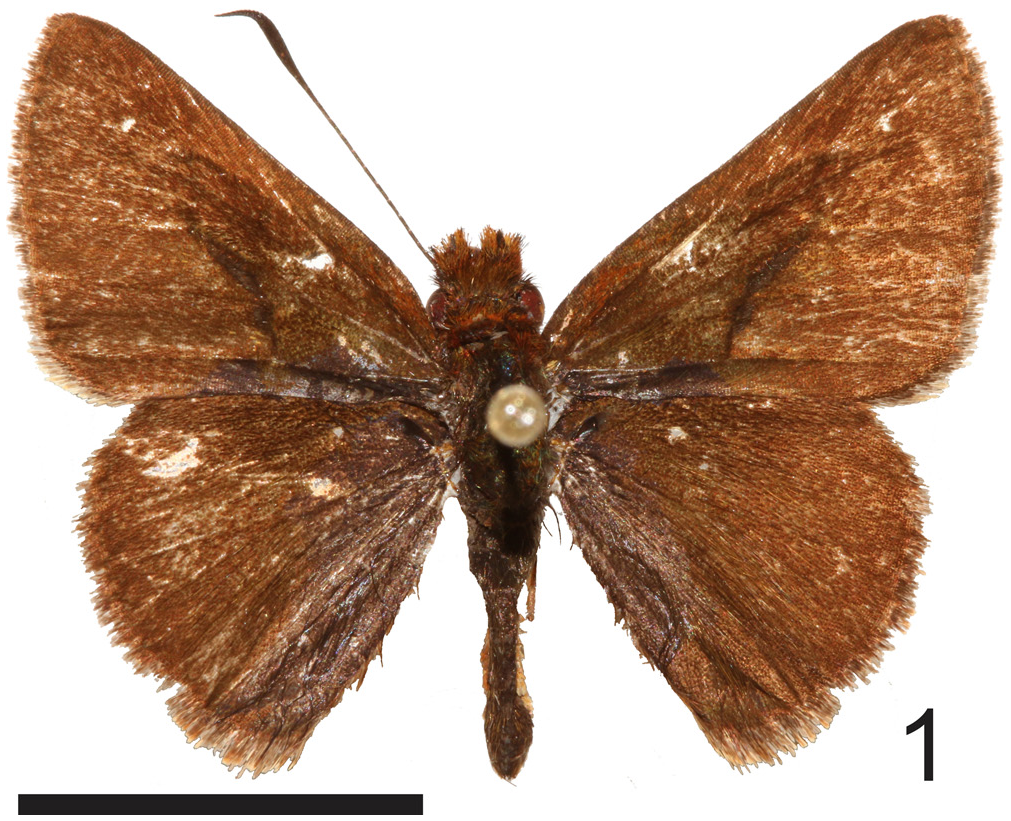
Голотипний зразок, названий на честь Граслі

У знак визнання її зусиль у сфері наукової освіти у 2020-х роках, на її честь назвали вид метеликів — Wahydra graslieae, виявлений в Еквадорі. За словами Енді Воррена, старшого менеджера колекцій Центру лускокрилих і біорізноманіття Макгвайра при Музеї природничої історії Флориди:
«Після багатьох років пояснення важливості музейних зразків і привернення уваги до природничо-історичних колекцій, Емілі безумовно заслуговує на те, щоб на її честь було названо комаху».

## Додаткова інформація
- Current Biography, Vol. 79, No. 11, Nov 2018, pg.37-40. Current Biography. 79 (11): 37—40. Nov 2018.

## Зовнішні посилання
- «Емілі та The Brain Scoop у Tumblr»
- YouTube-канал The Brain Scoop